# Cachilo (poeta)
Higinio Alberto Maltaneres, más conocido por su seudónimo Cachilo (Rosario, 30 de abril de 1927 - Ib., 4 de octubre de 1991), fue un artista argentino. Cachilo vivió la mayor parte de su vida simultáneamente como un linyera y escritor de poesía en forma de grafitos en las paredes del centro de la ciudad de Rosario (Provincia de Santa Fe).

## Biografía
Cachilo nació con el nombre de Higinio Alberto Maltaneres, en 1927. Trabajó en el Correo Central de Rosario, y tuvo un negocio en el centro de la ciudad. En 1979 se instaló como «croto» (linyera) en las calles de la ciudad y comenzó a hacerse llamar "Cachilo". Al poco tiempo comenzó a escribir versos en la forma de grafitos.
Cachilo caminaba con bolsas y latas atadas con piolines, nunca se bañaba, por lo que emitía mucho mal olor, y era muy malhumorado, ya que supuestamente se negaba a dialogar con nadie (excepto unos pocos); los vecinos del barrio donde vivía no lo querían.
A principios de los años '90 sus grafitos atrajeron la atención de escritores, pintores, semiólogos y críticos de arte de Rosario y del país. Se empezaron a escribir artículos, libros y canciones acerca de él, y se imprimieron sus textos. Así fue como eventualmente Cachilo se terminó convirtiendo en un ícono del centro de la ciudad.
El cineasta rosarino Mario Piazza (1959–) realizó un documental de 60 minutos centrado en la vida de Cachilo.
Cachilo falleció a los 64 años de edad, en la vereda de un edificio público (el Instituto de Previsión Social), en el centro de Rosario.

## Legado
Varios grupos (como la peña "La Herradura", el club cultural Fer a Cheval, y el poeta rosarino Carlos Mac Allister instaron al Concejo Municipal a que declare a Cachilo «Ciudadano ilustre posmórtem». El Concejo dispensó en cambio la condecoración «Artista distinguido posmórtem».

### Biblioteca Cachilo
En Rosario existe la Biblioteca Popular Cachilo, en calle Virasoro 5606 (casi esquina Teniente Agneta), de la Zona Oeste de la ciudad. La Biblioteca funciona en tándem con la radio comunitaria Aire Libre (FM 91.3).

## Grafitos
Fuente: artículo de Rafael Ielpi en Revista 140 aniversario (del diario La Capital, de Rosario).
| - «Al César lo que es del César y a José lo que es de José» - «Amigo corsario, estamos en Rosario». - «Andariegos pillos. La pobreza más grande está en los perdidos hornos de ladrillos» - «Aparcero crioyo argentino. Hay que atar dos riendas para manejar el carro de la vida. Así es, patria querida. Invierno 85. Adelante Expo Rural de Palermo. Recuerdo de Buenos Aires Capital». - «Aquí está la bandera idolatrada, regalada». - «Atención: 14, 15 y 16 de febrero del '88: carnaval. cuídese de hacer mal». - «A todo Adán das asco». - «Ayá en París los bebés los trae la cigüeña, aquí en Rosario los trae la pava que vuela». - «Cadáver resto, disculpe si molesto» - «Calendario el tiempo pasa. Sigue Rosario andando en el mundo». - «Cartero hombre hormiga basurero mosca diga» - «Ciudad Rosario Argentina Los argentinos y rosarinos somos pobres naturales y los franceses y parisienses son ricos eléctricos artificiales. Hoy 29 de agosto de 1985 "Crioyo norteño"» - «Conviene saber: se vive según la edad que se tiene» - «Del Ministerio de la Guerra Parque a Retiro vienen los militares para ver qué hacés con los australes». - «Después de 26 años tenés que predicar el Evangelio gratuito, dijo el Arzobispado Rosario. Para eso te criaron creyente sagrado. Verdad segura. Si sos comunista te encierran en la alcaidía de jefatura». - «El Cartero Chino es caminante laburador, pobre y fino. No le gusta el vino. Prefiere la buena comida en la oya, con el aguardiente tipo Caroya. (El Tano) Distrito primero». - «El correo es puente cruzado de comunicación entre la gente». - «El hobrero después de los 40 piensa en Cuna de la Bandera primero». - «El hombre se rompe la cabeza pensando y la mujer se rompe la cosa pasando. Recuerdo de Buenos Aires, Capital» - «Expertos consúltenos antes de engañarnos». - «Fe total iglesia de cristal» - «Gringo todo es feo el poeta del correo tiene que hacerles ver que ahora es lindo» - «Hacen renegar pobrecitas las japonesas No quieren tener más hijitas. Se quieren suicidar» - «Hoy 18 de diciembre Navidad 1981 Otra vez voy a tomar mi botella de "Alberto Guacho" W que tal YapeyÚ Je - je - je - je - jé Rosario Salud W de Walkers natural» - «Hombre pena. sangre y arena». - «La gente quiere comer. Los parrilleros tienen que hacerles el asado. ¿Qué hacen los viejos negreros del pasado?» - «La juventud se reproduce son los viejos que trabajan en lo que tienen aprendido un país se conduce». - «La verdad sangre humana herida a los 18 años se dan cuenta de que los Reyes Magos son los padres las viejas y viejos son pobres argentinos en la comedia del teatro de la vida». | - «La vida para el hombre es linda. La mujer no. Herida se suicida. Seguros "La Comercial de Rosario". Barrio rosarino legendario». - «Lo que no es de uno no es de ninguno» - «Lo que tenés si vas a otro pago lo perdés». - «Marido: si no podés cuidar y defender a tu señora, mejor déjala. Tu amigo». - «1985, año de potente fe. En el suelo que me inco». - «No hagas mal a nadie que nadie te va a matar Tenés que morir de anciano paisano» - «No sos ciego Te aconsejo y ruego fábulas Iriarte Samaniego» - «Obreros los que no quieren ser pobres los castigan los basureros Petiso Croto Viejo - 60 -» - «Ómnibus de excursiones Renato Cesarini Turistas Visiten aquí Estadio Rosario Central frigorífico Swift Cantry Físherton quintas Soldini» - «Paloma que tiene arito en oreja izquierda es Maradona» - «Para morir por la patria primero hay que vivir». - «Podridos la farmacia el horror de los maridos». - «Pobre patrio sin perro que ladre Expo 1984. Alberto Gayego Terrestre» - «Por Dios estamos vivos hermanos». - «Primo macho todo nada San Martín Santo de la espada». - «Puertas que abras, donde mueren las palabras empiezan las letras». - «Qué miedo en los caños el monstruo es el nene de dos a siete años». - «Rosarino, vos que sos bueno y enemigo de lo ajeno. Hombre trabaja, Así nadie te ataja en tu buen camino. Fonda Alberto El Viejo Abuelo. sopa - guiso y asados Aquí es mejor que su casa. Barato». - «San Cono la borrachera se pasa la locura no». - «Sangre nos da el toro y leche la vaca. Argentino, ¿para qué querés la vida si has perdido la patria? ¿Dónde vas a morir, si ya estás muerto en la cloaca? Schellas, su óptica». - «Si hay disturbios la religión católica nos agranda a los enanos para ayudar a los pobres de los suburbios». - «Si los crotos tuviéramos sindicato, no trabajaríamos nunca». - «Si los hombres fuesen todos militares en el mundo no habría paz. Tampoco maestros ejemplares». - «Sin igual Rosario Vidal Buenos Aires Marchegiani Parmigiani Los mejores». - «Toda buena alumna tiene que mostrarle su bañadera limpia a su maestro en escuela n.º 140 para que el pobre no se infecte al bañarse. 5 de abril de 1982 Salud Pública» - «Un libro siempre habla con voz del lirio. Dolor. Amor». - «Aborto de príncipe mestizo». - «Cajera de supermercado con pasado de limpiavidrios en La Gallega». - «Yo me acostumbré a vivir sin la compañía de la mujer. Soy croto viejo solitario. ¿y usted compañero? viernes 26 de diciembre de 1980» - «Cantame el Che y el Negro Olmedo». |